# ريحان (مستوطنة)
ريحان (بالعبرية: רֵיחָן) هي موشاف ومستوطنة اسرائيلية في الطرف الشمالي الغربي من الضفة الغربية، تقع بالقرب من الخط الأخضر، وهو يخضع لسلطة مجلس شومرون الإقليمي.

## التاريخ
تم تأسيس موشاف في عام 1977 كموقع ناحال وسكنها في عام 1981 أفراد مدنيون من جماعة صهيونية عمالية، وهي تقع في "جبة شاكيد"، التي تهدف إلى ضمان وجود إسرائيلي متواصل بين الطريق السريع الإستراتيجي 65 والمراكز السكانية الفلسطينية.

## الجغرافيا
تقع المستوطنة على جانب التل المواجه للغرب على ارتفاع 387 متراً فوق مستوى سطح البحر، جنوب تل تعنك والمدينة التوراتية التي تحمل الاسم نفسه، وشرق برطعة.

## الجانب القانوني
يعتبر المجتمع الدولي المستوطنات الإسرائيلية في الضفة الغربية غير قانونية بموجب القانون الدولي، لكن الحكومة الإسرائيلية تعارض ذلك.